# سيرج دان
سيرج دان (بالهولندية: Serge Daan)‏ هو عالم حيوانات هولندي، ولد في 11 يونيو 1940 في موك آن ميديلار في هولندا، وتوفي في 9 فبراير 2018 في Paterswolde ‏ في هولندا.